# Wilhelmina von Bremen
Wilhelmina "Billie" von Bremen (San Francisco, 13 de agosto de 1909 – Alameda, 16 de julho de 1976) foi uma velocista e campeã olímpica norte-americana.
Alta, com 1,82 m, em Los Angeles 1932 disputou os 100 m rasos, uma prova em que o recorde mundial foi quebrado ou igualado duas vezes; na primeira elimnatória, a alemã Marie Dollinger fez uma nova marca olímpica de 12s2 para a distância, com Bremen logo atrás dela em 12s3. Dollinger foi imediatamente suplantada na segunda eliminatória pela polonesa Stanisława Walasiewicz com 11s9, recorde mundial. Na final, Walasiewicz e a canadense Hilda Strike igualaram novamente o recorde mundial fechando em 11s9, com Bremen ficando com a medalha de bronze em 12s0.
Dias depois, integrou junto com Mary Carew, Evelyn Furtsch e Annette Rogers o revezamento 4x100 m feminino norte-americano que conquistou a medalha de ouro e estabeleceu novo recorde olímpico e mundial em 47s0. Carew, Furtsch e Rogers tinham apenas 18 anos e Bremen 22.